# Uranotaenia reinerti
Uranotaenia reinerti är en tvåvingeart som beskrevs av EL Peyton 1977. Uranotaenia reinerti ingår i släktet Uranotaenia och familjen stickmyggor. Inga underarter finns listade i Catalogue of Life.